# No Easy Way Out
No Easy Way Out – piosenka rockowa Roberta Teppera, wydana w 1985 roku jako singel promujący album pod tym samym tytułem.

## Powstanie i treść
Tepper napisał tę piosenkę po swoim pierwszym rozwodzie. Muzyk zauważył, że piosenka opowiada o zakończeniu związku. Tworząc piosenkę, za sugestią Guya Marshalla, Tepper rozpoczął od napisania intra. Nietypową cechą w piosence jest podwójne intro.

## Wykorzystanie i odbiór
Piosenka została wykorzystana w filmie Rocky IV. Sprawująca nadzór muzyczny nad filmem wytwórnia Scotti Brothers Records odtworzyła Sylvestrowi Stallone'owi ten utwór, niezgodnie z prawdą dodając, iż został on napisany specjalnie na potrzeby filmu. Aktor przyjął piosenkę z entuzjazmem. W filmie piosenka pojawia się w momencie, gdy Rocky Balboa jedzie samochodem po tym, gdy jego żona Adrian nie zaaprobowała pomysłu jego walki z Iwanem Drago w ZSRR.
Pojawienie się piosenki w Rockym IV spowodowało, że stała się hitem w Stanach Zjednoczonych, zajmując 22. miejsce na liście Hot 100. Utwór był także notowany na 185. miejscu we Francji.
Piosenka była kilkukrotnie coverowana, m.in. przez Bullet for My Valentine (2008), The Protomen (2008), PelleKa (2016) i Beast in Black (2019). Sample z piosenki wykorzystali m.in. grupa Kinderzimmer Productions (w utworach „Back” z 1994 roku oraz „Back (Up)” z 1996 roku) i The Game (w utworze „Blackout” z 2010 roku).

## Wykonawcy
- Robert Tepper – wokal[1]
- Dann Huff – gitara[1]
- Guy Marshall – gitara[1]
- Alan Pasqua – instrumenty klawiszowe[4]
- Myron Grombacher – perkusja[1]